# 大曲工業団地
大曲工業団地（おおまがりこうぎょうだんち）は、北海道北広島市にある工業団地および町名。この項目では、大曲新工業団地や大曲第3工業団地についても記載している。

## 概要
道央の中心部に位置して道央自動車道・国道36号・羊ケ丘通の広域幹線道路が通っており、札幌市と新千歳空港などを結ぶ立地条件になっている。近くにはインターヴィレッジ大曲や三井アウトレットパーク 札幌北広島などの商業施設や北広島輪厚工業団地がある。
大曲工業団地は1969年（昭和44年）に民間が開発した工業団地。大曲新工業団地は大曲工業団地の後背地にあり、北広島市が進出企業の誘致後に希望を取り入れて造成する「オーダーメイド方式」の分譲を北海道内で初めて行った。大曲第3工業団地は大曲新工業団地の北西にあり、北広島市大曲ふれあいプラザやつつじヶ丘公園がある。
企業進出に対して北広島市・北海道・札幌市による優遇措置を設けている。
|          | 大曲工業団地                 | 大曲新工業団地                | 大曲第3工業団地               |
| -------- | ---------------------------- | ----------------------------- | ----------------------------- |
| 所在地   | 大曲工業団地1〜4丁目         | 大曲工業団地5〜6丁目          | 大曲工業団地6〜8丁目          |
| 宅地面積 | 67.0 ha                      | 23.8 ha                       | 29.0 ha                       |
| 用途地域 | 工業専用地域                 | 工業地域（第2種特別工業地区） | 工業地域（第2種特別工業地区） |
| 用水     | 上水道（地下水も利用可）     | 上水道（地下水も利用可）      | 上水道（地下水も利用可）      |
| 下水道   | 公共下水道（汚水菅・雨水管） | 公共下水道（汚水菅・雨水管）  | 公共下水道（汚水菅・雨水管）  |
| 電力     | 北海道電力                   | 北海道電力                    | 北海道電力                    |
| 通信     | 光通信                       | 光通信                        | 光通信                        |

## 沿革
- 1964年（昭和39年）：広島村（現在の北広島市）を含む道央地域が「新産業都市」建設区域指定[9]。誘致企業第1号となる北海道車体工業（現在の北海道車体）進出[9]。
- 1968年（昭和43年）：広島村が町制施行し、広島町になる[10]。
- 1969年（昭和44年）：大曲工業団地開発。
- 1973年（昭和48年）：広島町土地開発公社（現在の北広島市土地開発公社）設立。
- 1988年（昭和63年）：大曲新工業団地分譲開始[11]。
- 1993年（平成5年）：大曲第3工業団地の予約分譲開始[12]。大曲商工振興会設立。
- 1994年（平成6年）：「字大曲」の一部から「大曲中央」と「大曲工業団地」を新設[12]。
- 1996年（平成8年）：大曲ふれあいプラザがオープン。広島町が市制施行し、北広島市になる[12]。
- 2001年（平成13年）：羊ケ丘通（北海道道1147号大曲工業団地美しが丘線）開通[13]。

## 立地企業
大曲工業団地
- アクティオ
- アール・アンド・イー
- エス・ディ・ロジ
- エネックス
- 沿岸バス
- クボタ建機ジャパン
- ケービーエスクボタ
- コマツ教習所
- コマツ特機
- サッポロアスコン
- 札幌通運
- 滝川自工
- NX機工
- 日本板硝子
- 日本資源技術
- PALTAC
- 日立物流ダイレックス
- 北都交通
- 北海道クボタ
- 北海道車体
- 北海道中央バス（大曲営業所）
- 見方
- ワールド山内

大曲新工業団地
- MPアグロ
- セイコーフレッシュフーズ
- たいせつ
- 土屋ホーム
- DCMホーマック
- 鉄建
- FUJI
- 三井倉庫ビジネスパートナーズ

大曲第3工業団地
- F-LINE
- 伊藤園
- 夘野食品
- 札幌トヨペット
- ジェイケー物流
- ジョイフルエーケー
- 道新総合印刷
- トッパンメディアプリンティング北海道
- 日本新聞インキ
- 日本ペイント
- 日立建機日本
- 北海道キリンビバレッジサービス
- 北海道日刊スポーツ印刷社
- 北基サービス
- 毎日新聞北海道センター
- 三菱食品

## 交通アクセス
空港
- 新千歳空港（24時間運用[14]）

高速道路
- （北海道縦貫自動車道）：北広島IC - 輪厚SIC （24時間運用[15]）

一般国道
- 国道36号

一般道道
- 北海道道790号仁別大曲線
- 北海道道1147号大曲工業団地美しが丘線

港湾
- 苫小牧港（中核国際港湾・国際拠点港湾）
- 石狩湾新港（重点港湾）
- 小樽港（重要港湾）

## 参考資料
- “第2章 北広島の地域特性” (PDF). 北広島市地域省エネルギービジョン.  北広島市 (2006年). 2016年10月17日閲覧。
- “略年表” (PDF).   北広島市. 2016年10月17日閲覧。